# 丹地流浪者足球會
丹地流浪者足球會（英語：Dundee Wanderers Football Club）是一個位於蘇格蘭鄧迪的足球會，於1894年由约翰斯顿流浪者足球俱乐部和斯特拉斯莫足球會合併而成，曾經是蘇格蘭足球聯賽成員，在1894/95球季參加蘇格蘭足球乙組聯賽。1894年12月，球會以15比1輸給艾迪爾人成為蘇格蘭足球聯賽最大敗仗。球會最終在1913年解散。